# Cha mẹ đơn thân

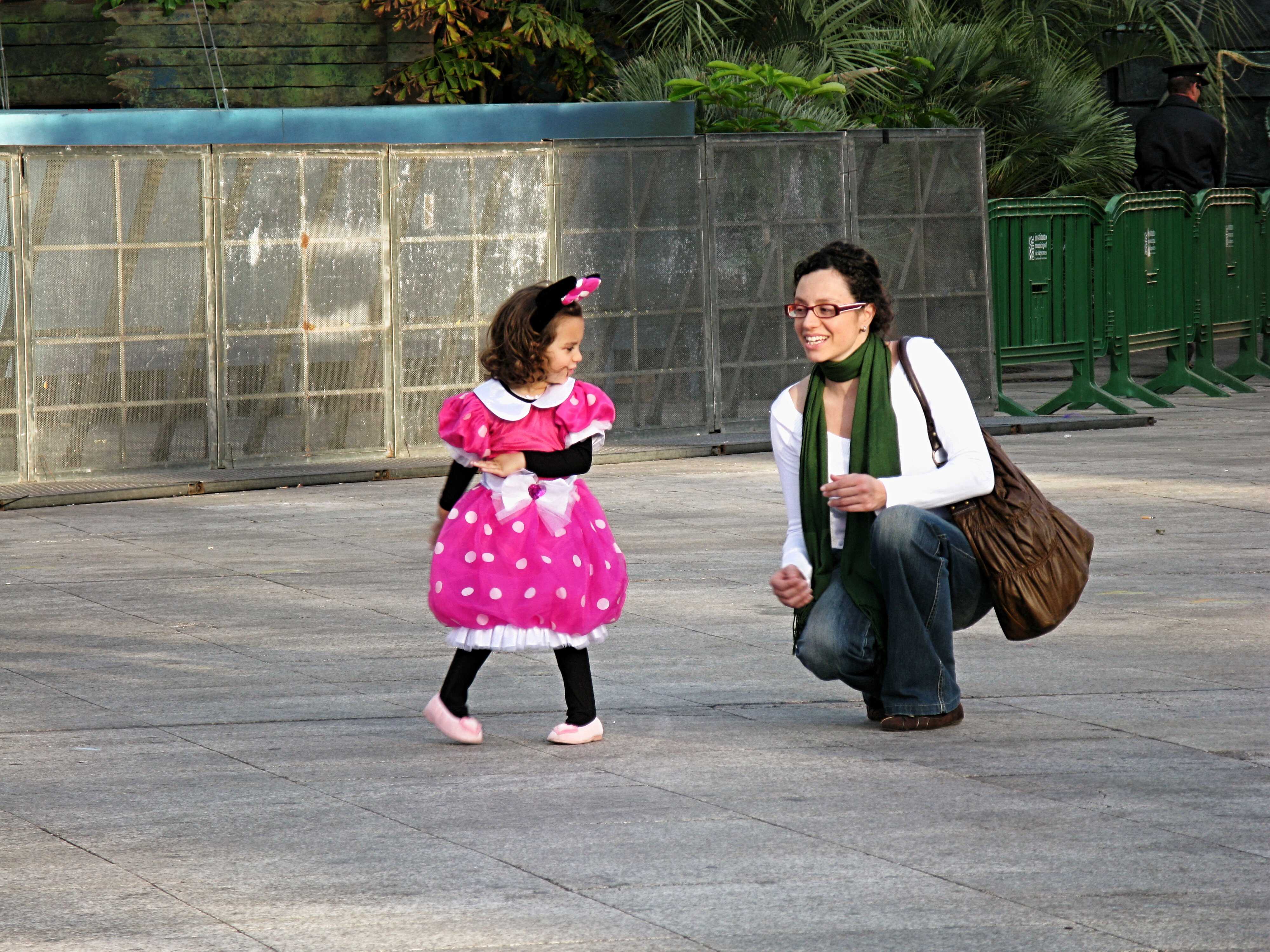
Minh họa người mẹ và con gái

Cha mẹ đơn thân hay nuôi con đơn thân (tiếng Anh: single parent, single mom, single dad) là một người nuôi dạy con cái mà không có vợ, chồng hay bạn đời bên cạnh, không phân biệt con ruột hay con nuôi. Người con trong hợp này có thể chỉ sống với cha/mẹ (khi cha mẹ góa) hoặc lúc sống với cha, lúc sống với mẹ (khi cha mẹ đã ly hôn).

## Thống kê
Tại Mỹ, số lượng trẻ với cha/mẹ đơn thân đã tăng lên đáng kể từ những năm 1960. Số liệu thống kê năm 1980 cho thấy số gia đình đơn thân ở nước này là 19,5%. Từ năm 1980 tới 2009, con số này đã tăng đến mức 29,5%. Nguyên nhân là do có nhiều phụ nữ chọn sinh con mà không kết hôn, cũng như do số lượng cặp đôi ly hôn tăng lên. Năm 2010, 40,7% trẻ sơ sinh ở Mỹ là con của các bà mẹ đơn thân.
Tại Việt Nam, ước lượng tỉ lệ người độc thân chiếm khoảng 2,5% dân số Việt Nam, trong đó chủ yếu là nữ giới với tỷ lệ 87,6% tổng số người độc thân. Nguyên nhân của vấn đề này là do tình trạng quan hệ tình dục không có các biện pháp tránh thai an toàn. Họ mang thai nhưng không muốn phá thai, và chủ động sinh con để nuôi bất chấp các áp lực từ gia đình và xã hội.
Việt Nam cũng nằm trong danh sách các nước có tỷ lệ nạo phá thai cao nhất thế giới. Trung bình mỗi phụ nữ Việt phá thai 2,5 lần.